# Itaitubana
Itaitubana es un género de insecto coleóptero de la familia Chrysomelidae.

## Especies
Las especies de este género son:
- Itaitubana alternata (Jacoby, 1886)
- Itaitubana conjuncta (Bowditch, 1923)
- Itaitubana elegans (Bowditch, 1923)
- Itaitubana illigata (Erichson, 1847)
- Itaitubana lineatipennis (Jacoby, 1886)
- Itaitubana peruviana (Bowditch, 1923)
- Itaitubana spinipennis (Bowditch, 1923)
- Itaitubana univittata (Bowditch, 1923)
- Itaitubana vittata (Bowditch, 1923)